# 富良野ブルーリッジ
富良野ブルーリッジ（ふらのブルーリッジ、英語: Furano Blueridge）は、日本のプロ野球球団。北海道富良野市を拠点に独立リーグの北海道ベースボールリーグに所属する。
2020年にリーグの創設とともにリーグ戦に参加したオリジナル球団で、2024年時点で唯一発足当時から同リーグに所属している。ただし、初年度終了後に運営体制の変更に伴い、球団名をレラハンクス富良野BCから現名称に変更している。

## 概要
球団名の「ブルーリッジ」は、「ブルー」で青空や空知川を表し、「リッジ」は富良野市周辺に所在する十勝岳や芦別岳の峰をイメージしている。「ブルー」に関してはチームカラーとしても採用されているほか、ロゴマークには峰を表す三角形が使用されている。
初年度の名称「レラハンクス」は、アイヌ語で「風」「へそ」を意味する言葉を組み合わせたもので、「北海道のへその街・富良野から新しい風を吹かす」という含意があった。
2022年時点で選手は富良野市・上富良野町・中富良野町に居住している。リーグ他球団同様、選手は通常就労している。就労先は2022年のケースでは農家が15人で最多となっている。
初年度はシーズン中の6月15日に一度に7人の選手が退団したが、これは「意見の対立が原因だった」と後日報じられている。
2022年時点での球団顧問には、絵本作家のあべ弘士（旭川市出身・在住）や落語家の春風亭昇太（富良野市で毎年落語会を開催）といった著名人も含まれている。

### 開催球場
初年度の2020年は芦別市民球場がメイン球場で、開幕前の5月28日に発表された日程ではホーム9試合のうち芦別が8試合、石狩市青葉公園野球場で1試合となっていた。その後日程変更により、富良野市民球場でも試合が開催され、うち1試合は16時開始のナイターとなった（この年リーグ唯一）。最終的に初年度の公式戦は芦別7・富良野2・青葉1の内訳だった。初年度に芦別がメインとなった理由については、この年6月の富良野市議会において議員の質問に対し、富良野市民球場の使用料が支払えないことが理由だと市長より答弁されている。
2021年は当初日程ではホーム25試合中、富良野が17試合で最多、芦別が6試合のほか、新たに南富良野町営湖畔球場と占冠村運動公園野球場でも各1試合が組まれた。日程短縮により最終的には富良野9・芦別2・南富良野と占冠が各1の内訳となった（富良野のうち4試合が「富良野ブルーナイト」と銘打たれたナイターだった）。
2022年は開幕前の時点では富良野13・南富良野3・芦別2のほか、深川市民球場が1試合となっていた。その後深川の1試合をすながわリバーズホームに変更する一方、芦別の代替1試合をすながわから富良野ホームとしたため、深川での開催はなくなっている。
2023年の開幕時点では、富良野8・芦別6・南富良野4の内訳となっていた。最終的には富良野と芦別が各7、南富良野3のほか、雨天振替としてすながわの本拠である砂川市営球場でホームゲームを1試合開催した。
2024年の日程では主催20試合中、富良野13・南富良野3・芦別と占冠で各2試合で、3年ぶりに占冠での試合が予定されていた。しかし占冠での2試合はいずれも天候不順により中止となり、他球場に振り返られたため（内訳は芦別と富良野が各1）、当年度も開催がなかった。
2025年の日程では主催20試合中、富良野11・芦別6・南富良野2・占冠1となっている。

## 歴史
2020年まで
- 2019年4月25日 - 北海道ベースボールリーグの設立会見が開かれ、富良野市への球団設置が発表される[25]。
- 2019年10月1日 - 球団が設立され、代表には元北海道ベースボールアカデミー選手で富良野在住の佐野公祇（当時24歳）が就任した[26]。
- 2020年5月30日 - 初年度のリーグ戦が開幕し、美唄市営球場にて無観客で美唄ブラックダイヤモンズと対戦（9 - 4で勝利）[27]。
- 2020年7月17日 - 元北海道日本ハムファイターズの江尻慎太郎（リーグの特別講師）が8月7日の1日だけ選手契約を結ぶことが発表され[28]、8月7日の対美唄戦（青葉公園野球場）に実際に出場した[29]。
- 2020年9月17日 - 初年度のレギュラーシーズンが終了、21勝37敗3分で2位となる[30]。
- 2020年9月26日 - 美唄との「HBLチャンピオンシップ」に3戦全敗で敗退[31]。
- 2020年12月26日 - 新たに合同会社富良野ブルーリッジが設立され、球団名も変更となることが報じられる[32]。

2021年
- 5月1日 - 2021年シーズンが開幕[33]。
- 6月24日 - 新入団選手として公式発表済の投手について、契約に至らず入団しない旨の訂正発表が行われる[34]。
- 8月29日 - 新型コロナウイルス感染症の感染状況悪化によりリーグ戦が打ち切りとなり、4位で終了する[35]。
- 9月15日 - クライマックスシリーズで1位の石狩レッドフェニックスに敗退[36]。

2022年
- 4月16日 - 球団初の監督として、元野球ウガンダ代表監督の田中勝久の就任を発表[37]。
- 5月14日 - 2022年シーズンが開幕[38]。
- 8月4日 - 兵庫ブレイバーズ（関西独立リーグ）の久保康友が、8月11日の交流戦翌日から8月23日までレンタル移籍することが発表される[39][40]。
- 8月6日 - 複数の選手から新型コロナウイルス感染症の陽性判定が出たため、翌日の対奈井江・空知戦が中止となる[41]。
- 9月23日 - この日予定されていた最終戦2試合が雨天中止となり、振替を実施しないためシーズンが終了となる[42]。この関係で所定より2試合少ない38試合でシーズンを終了した。順位は勝率5割の2位[43]。
- 9月30日 - 北海道フロンティアリーグの士別サムライブレイズ・美唄ブラックダイヤモンズ合同チームとの間で交流戦「かみかわゼロカーボン杯」（花咲スポーツ公園硬式野球場）を開催[44][45]。

2023年
- 1月16日 - 監督の田中が契約満了に伴い、2022年シーズンをもって退任したことを発表[46]。一方、前鹿屋体育大学硬式野球部学生コーチの町田祐樹が、「チームスタッフ」に就任することも発表[47]。その後町田は5月までの間に監督に就任した[48]。町田は球団運営と地域支援を任務とする地域おこし協力隊員として富良野に移住しており、監督任期は2025年までと同年1月の新聞記事で述べている[49]。
- 1月28日 - 打撃コーチとして、Risounodageki Entertainment代表の鈴木泰仁が就任することを発表[50]。
- 4月4日 - 4月1日付で、球団アドバイザーに元日本ハムファイターズ選手の青木晃治、臨時コーチとして元北海道日本ハムファイターズ2軍監督の田中幸雄がそれぞれ就任したことを発表した[51]。
- 4月7日 - 「監督の域をこえて、フロントと現場をつなぎ人材開発に務め選手、スタッフをまとめる役職」であるチームディレクター (TD)に大野喬が就任したことを発表[52]。
- 9月18日 - シーズン終了。この日のすながわとの最終戦に勝てば初優勝となるところだったが敗戦し[53][54]、すながわが次の旭川戦に勝って逆転優勝を収め[55]、惜しくも2位となる[56]。

2024年
- 9月12日 - あいべつ球場で開催された対旭川ビースターズ戦に勝利し[57]、初のリーグ優勝を達成[58]。

2025年
- 5月16日  - 5月21日限定の「1日契約選手」として、元JR北海道硬式野球クラブ→札幌ホーネッツ選手の大河内航と合意したことを発表[59]。翌17日にも、正木公次郎（元奈良学園大学）と21日の「1日契約選手」に合意した[60]。2人はともに契約日の21日の試合に先発出場した[61]。
- 6月7日  - 6月11日限定の「1日契約選手」として、元栃木ゴールデンブレーブス選手の内山凌と合意したことを発表[62]。

## 成績

### リーグ戦
| 年度 | 監督     | 順位 | 試合 | 勝利 | 敗戦 | 引分 | 勝率 | ゲーム差 |
| ---- | -------- | ---- | ---- | ---- | ---- | ---- | ---- | -------- |
| 2020 | （なし） | 2    | 61   | 21   | 37   | 3    | .362 | 16.0     |
| 2021 | （なし） | 4    | 38   | 7    | 26   | 5    | .212 | 21.5     |
| 2022 | 田中勝久 | 2    | 38   | 17   | 17   | 4    | .500 | 9.5      |
| 2023 | 町田佑樹 | 2    | 36   | 16   | 14   | 6    | .533 | 1.0      |
| 2024 | 町田佑樹 | 1    | 40   | 21   | 17   | 2    | .553 | 4.0※     |

- 優勝の場合は2位とのゲーム差

#### ポストシーズン
2020年
HBLチャンピオンシップ：0勝3敗（対戦は美唄）
2021年
クライマックスシリーズ：敗退（対戦は石狩）

## スタッフ・選手
2025年シーズン開幕時点では捕手登録の選手が不在のため、公式戦では他のポジションの選手が務めている。球団では6月までの期間で捕手限定の「デジタルトライアウト」を実施している。

### 監督・コーチ
| 名前       | 背番号 | 備考             |
| ---------- | ------ | ---------------- |
| 町田祐樹   | 86     | 監督             |
| 鈴木泰仁   | 88     | 部長兼打撃コーチ |
| 中村考也   | 42     | チームスタッフ   |
| 熊谷建太郎 | 81     | チームスタッフ   |

### 投手
| 選手名       | 背番号 | 投 | 打 | 備考                                 |
| ------------ | ------ | -- | -- | ------------------------------------ |
| 安井大介     | 4      | 右 | 右 | 2025年度新入団                       |
| 村瀬集太     | 8      | 右 | 右 |                                      |
| 今井章登     | 11     | 右 | 右 | 21から背番号変更                     |
| 近藤慶希     | 14     | 左 | 左 | 2025年度新入団                       |
| 津山佑羽     | 15     | 左 | 左 |                                      |
| 三好愛滉     | 17     | 右 | 右 |                                      |
| 阿部大輔     | 19     | 右 | 右 | 2から背番号変更 捕手を務めることあり |
| 金井悠政     | 21     | 右 | 右 | 2025年度新入団                       |
| 中里誉       | 31     | 左 | 左 | 2025年度新入団                       |
| 高橋チェヴィ | 57     | 右 | 右 | 2025年度新入団                       |

### 捕手
| 選手名 | 背番号 | 投 | 打 | 備考 |
| ------ | ------ | -- | -- | ---- |

### 内野手
| 選手名     | 背番号 | 投 | 打 | 備考           |
| ---------- | ------ | -- | -- | -------------- |
| 早川未一   | 1      | 右 | 左 | 2025年度新入団 |
| 秋山竜海   | 6      | 右 | 左 | 2025年度新入団 |
| 茂呂崇人   | 10     | 右 | 右 | 2025年度新入団 |
| 河野剣太朗 | 55     | 右 | 右 |                |

### 外野手
| 選手名     | 背番号 | 投 | 打 | 備考                 |
| ---------- | ------ | -- | -- | -------------------- |
| 清水駿平   | 2      | 左 | 左 | 2025年度新入団       |
| 滝口友太朗 | 3      | 右 | 左 | 捕手を務めることあり |
| 真山雄飛   | 23     | 右 | 右 |                      |

## マスコットキャラクター
球団顧問を務めるあべ弘士がミヤマクワガタをモチーフにデザインした「リッジくん」（「リッジ君」とも）が球団マスコットである。